# Per-Eric Lindbergh
Pour les articles homonymes, voir Lindbergh (homonymie).
Temple de la renommée du hockey suédois : 2014
Per-Eric Göran Lindbergh, également appelé Pelle, (né le 24 mai 1959 - mort le 11 novembre 1985) est un joueur professionnel suédois de hockey sur glace qui évoluait au poste de gardien de but. Il fait ses débuts en apprenant à jouer au hockey au sein des équipes de jeune du Hammarby IF, un des clubs de sa ville natale, Stockholm. En 1979, il est sélectionné par les Flyers de Philadelphie lors du repêchage d'entrée de la Ligue nationale de hockey. En février 1980, il remporte avec l'équipe de Suède la médaille de bronze lors des Jeux olympiques de 1980.
Il quitte la Suède en 1980 pour rejoindre l'Amérique du Nord et connaît une très bonne première saison dans la Ligue américaine de hockey avec les Mariners du Maine. Il prend de plus en plus d'importance pour les Flyers et devient leur gardien numéro un pour la saison 1982-1983.

## Carrière

### Les débuts en Suède et sur la scène internationale
Per-Eric Göran Lindbergh naît le 24 mai 1959 dans la capitale de la Suède, Stockholm. Il est le troisième enfant d'Anna-Lisa Carlsson et de Sigge Lindbergh après deux filles, Ann-Louise et Ann-Christine, nées en 1943 et 1945. Enfant, il est inscrit par son père au sein du Hammarby IF, le club de football de son quartier. Alors qu'il est âgé de 5 ans, la famille déménage alors que Per-Eric Lindbergh a découvert le monde du hockey un an plus tôt. Il reçoit cette même année son premier équipement de gardien de but pour Noël.
Il se passionne rapidement pour ce poste et grandit sous l'influence de Curt Lindström au sein des équipes juniors du Hammarby IF dès 1966. En 1975, Lindström lui montre des vidéos de Bernie Parent, le gardien des Flyers de Philadelphie de la Ligue nationale de hockey, lors des séries éliminatoires de la Coupe Stanley. En mars 1976, il est sélectionné pour la première fois avec l'équipe nationale suédoise junior lors du championnat d'Europe. Son pays se classe deuxième du tournoi derrière l'URSS mais le portier suédois est élu meilleur gardien du tournoi. Il fait ses débuts au sein de l'équipe senior du club au cours de la saison 1976-1977 alors que cette dernière évolue en première division et qu'il n'a que 16 ans. L'équipe de Suède remporte le titre de champion d'Europe lors de l'édition de 1977, Lindbergh étant une nouvelle fois élu meilleur gardien du tournoi.
Élu meilleur gardien suédois en 1978-1979 par la presse, il fait ses débuts dans l'équipe de Suède senior le 6 mai 1979 sous l'impulsion de l'entraîneur, Bengt Ohlsson. La Suède est battue 9-1 par la Tchécoslovaquie mais Lindbergh est tout de même élu MVP de la rencontre. Quelques mois plus tard, en août, il participe au repêchage d'entrée de la Ligue nationale de hockey. 21 joueurs sont sélectionnés au cours du premier tour et il attend encore 13 joueurs pour finalement être sélectionné en tant que 35e choix au total, le troisième des Flyers. Lindbergh qui n'a que 20 ans joue encore une saison dans son pays pour la saison 1979-1980. Il change cependant de club pour rejoindre l'Allmänna Idrottsklubben.
En cours de saison, il est sélectionné pour jouer les Jeux olympiques d'hiver 1980. Les équipes sont divisées en deux groupes et la Suède rejoint le groupe bleu. Le premier match se solde sur le score de 2-2 contre les États-Unis. La Suède s'impose lors du deuxième match contre la Roumanie, Lindbergh étant remplacé par William Löfqvist. Le jeune portier de 20 ans est de retour devant les filets de la Suède pour le troisième match une victoire 5-2 contre l'Allemagne de l'Ouest. Löfqvist permet aux Suédois de l'emporter 7-1 contre la Norvège. La Suède remporte son quatrième match lors de la dernière rencontre de poule contre la Tchécoslovaquie sur le score de 4-2. Lindbergh réalise alors 41 arrêts sur 43 tirs alors que Mats Näslund compte 3 points pour son équipe. Premiers de leur groupe, les Suédois joue la phase finale avec les Américains, les Soviétiques et les Finlandais. Lindbergh joue les deux derniers matchs de son équipe, 3-3 contre la Finlande puis une défaite 9-2 contre l'URSS. Les résultats des premiers tours étant conservés, la Suède termine la phase finale avec deux nuls et une défaite derrière les Américains, 2 victoires et 1 nul, et les Soviétiques, 2 victoires et 1 défaite.

### Les débuts en Amérique du Nord, la Ligue américaine de hockey
À la suite de cette saison 1979-1980, Lindbergh quitte son pays pour rejoindre l'Amérique du Nord et signe son premier contrat professionnel dans la LNH. Aucun gardien de but d'Europe n'ayant encore percé dans la LNH, les Flyers considèrent qu'il faut que le jeune gardien s'adapte au style de jeu nord-américain et l'envoient jouer dans leur équipe affiliée pour les Mariners du Maine de la Ligue américaine de hockey. Au cours de sa première saison dans la LAH, il mène son équipe à la première place de la division Nord. Il termine avec une moyenne de 3,26 buts accordés par match, la deuxième meilleur moyenne de la saison derrière Vincent Tremblay des Hawks du Nouveau-Brunswick. L'équipe passe tous les tours des séries éliminatoires pour jouer la finale de la Coupe Calder. Les Mariners et Lindebergh sont battus en six rencontres par les Red Wings de l'Adirondack.
Le portier suédois est mis en avant par la LAH qui lui remet plusieurs trophées. Il reçoit ainsi, le trophée Les-Cunningham du meilleur joueur de la saison régulière. Jouant sa première saison dans la LAH, il reçoit logiquement le trophée Dudley-« Red »-Garrett en tant que meilleure recrue de la ligue. Avec l'autre gardien des Mariners, Robbie Moore, ils sont récompensés par le trophée Harry-« Hap »-Holmes en tant que gardiens ayant accordés le moins de buts. Enfin, il est sélectionné dans la première équipe d'étoiles de la LAH.
En septembre 1981, il joue avec son pays la Coupe Canada 1981 et après avoir laissé les buts à Peter Lindmark contre les États-Unis, une défaite 3-1, Lindebrgh fait son entrée dans la compétition lors de la deuxième rencontre contre l'équipe soviétique alors. Ces derniers l'emportent sur le score de 6-3. Après une victoire 5-0 contre la Finlande et une nouvelle défaite 4-3 contre le Canada, la Suède joue son dernier match de la compétition contre la Tchécoslovaquie, une quatrième défaite cette fois sur le score de 7-1. Kindmark joue les matchs contre la Finlande et le Canada et débute la dernière avant de laisser sa place à Lindbergh en cours de match. En 1981-1982, il joue une vingtaine de matchs dans la LAH mais fait également ses débuts dans la Ligue nationale de hockey pour huit matchs aux côtés des deux autres gardiens des Flyers : Pete Peeters et Rick St. Croix.

### Les années avec les Flyers de Philadelphie
À la suite de cette saison, Pete Peeters quitte l'équipe et Lindbergh devient le portier numéro un des Flyers pour la saison 1982-1983,. Au cours de la saison, il participe au 35e match des étoiles de la LNH. Les Flyers se classent premiers de la division Patrick mais perdent dès le premier tour des séries de 1983 contre les Rangers de New York. À l'issue de cette saison et pour la première fois, la LNH met en place une équipe d'étoiles pour les recrues et Lindbergh est sélectionné dans celle-ci. Il est également reconnu comme étant le meilleur joueur suédois évoluant en Amérique du Nord et reçoit le Trophée viking ; il est le premier gardien à remporter le trophée.
Lindbergh partage le poste de gardien des Flyers pour la saison 1983-1984 avec Bob Froese, ce dernier jouant une douzaine de rencontres de plus que le portier suédois. Début novembre, alors que son équipe a deux buts d'avance, elle est battue sur le score de 6-4 sur sa propre glace. Il ne parvient pas à se reprendre lors des matchs suivants et joue quelques rencontres avec les Indians de Springfield dans la LAH. Troisièmes de la saison régulière lors de la division Patrick, les Flyers sont éliminés dès le premier tour des séries 1984 contre les Capitals de Washington en 3 matchs sans réponse.
Le 15 mai 1984, Bobby Clarke met fin à sa carrière de joueur pour devenir le nouveau directeur général de l'équipe et engage Mike Keenan comme nouvel entraîneur de l'équipe. Lindbergh redevient le gardien numéro 1 des Flyers pour la saison 1984-1985 avec 65 matchs joués contre seulement 17 pour Froese. Parmi toutes ces rencontres jouées, il permet à son équipe de remporter 40 victoires. Avec Lindbergh dans les buts, Mark Howe en défense et Tim Kerr en attaque, l'équipe se classe à la première place de la saison régulière avec 113 points, un des meilleurs totaux de l'histoire du club. En cours de saison, Lindbergh joue le 37e match des étoiles.
Les Flyers battent les Rangers de New York au premier tour des séries de 1985 sur le score de 3-0. Ils passent ainsi le premier tour des séries pour la première fois depuis trois saisons. Philadelphie bat les Islanders de New York lors du deuxième tour 4 matchs à 1 ; les premier et dernier match sont des victoires par blanchissages par les Flyers et Lindbergh. La finale 1985 de l'association Princes de Galles oppose les Flyers aux Nordiques de Québec et il faut six rencontres aux Flyers pour s'imposer, la dernière se soldant une nouvelle fois par un blanchissage, sur le score de 3-0. L'adversaire de l'équipe de Pennsylvanie pour la finale de la Coupe Stanley sont les Oilers d'Edmonton, équipe menée par Wayne Gretzky et championne en titre du trophée. Le premier match est joué chez les Flyers dans la patinoire du Wachovia Spectrum et Lindbergh contrarie l'attaque des Oilers en faisant gagner le match à son équipe 4 buts à 1. Cette victoire est finalement la seule des Flyers, les Oilers remportant le match suivant dans le Spectrum 3 buts à 1 et les trois matchs d'après, matchs joués à Edmonton, sur les scores de 4-3, 5-3 et 8-3 pour une deuxième Coupe Stanley. Lindbergh ne finit pas la série : après une première blessure contre les Nordiques, il se blesse une nouvelle fois lors de la quatrième date contre Edmonton, se déchirant le quadriceps.
Le gardien suédois est cependant mis en avant par la LNH en recevant le Trophée Vézina du meilleur gardien du circuit et devient le premier gardien européen à remporter ce trophée. Il reçoit le trophée des mains de l'entraîneur des gardiens des Flyers, son idole, Bernie Parent. Lindbergh est également sélectionné dans la première équipe d'étoiles de la LNH ; il est le deuxième suédois à recevoir cet honneur après Börje Salming.

### La saison 1985-1986, l'accident puis la mort
Peu de temps après avoir gagné le trophée Vézina, il s'achète la voiture de ses rêves, une Porsche 930 qu'il achète sur mesure en Allemagne. Lindbergh est de retour avec les Flyers pour la saison 1985-1986. Le 10 novembre, son équipe joue contre les Bruins de Boston et il assiste depuis le banc de l'équipe à la victoire des siens 5-3, la dixième de suite. Après la rencontre, Lindbergh fête avec ses coéquipiers la victoire puis prend le volant de sa voiture accompagné de deux amis ; au cours du trajet, il rate un virage et perd le contrôle de sa voiture qui vient s'écraser contre un muret devant une école du New Jersey. Le gardien suédois est emmené à l'hôpital en état de mort cérébrale. Son père arrive de Suède pour rejoindre sa mère, déjà présente aux Etats-Unis. Ils donnent leur accord pour arrêter l’assistance respiratoire le 12 novembre. Les deux passagers de Lindbergh, sévèrement blessés, ont toutefois survécu à l'accident.
Le 14 novembre 1985, les Flyers organisent une soirée en son honneur avant une rencontre contre les Oilers en présence de sa fiancée, Kerstin Pietzsch, de ses parents ainsi qu'une de ses sœurs et de son mari, Anna-Lisa et Göran Hornestam. Plusieurs personnalités des Flyers, dont Parent, font des discours en la mémoire de Lindbergh avant que les joueurs de Philadelphie s'imposent 5-3. Après le match, Sigge Lindbergh rend visite aux joueurs dans le vestiaire et demande à Parent et à Thomas Eriksson d'assister aux funérailles de son fils en Suède. Il est enterré dans le cimetière de Stockholm, Skogskyrkogården. Les Flyers ne retirent pas officiellement son numéro, le 31, mais plus aucun joueur ne l'a utilisé depuis sa mort. La franchise met également en place un trophée interne pour le joueur s'étant le plus amélioré au cours de la saison.

### Trophées et honneurs
- Suède
  - 1978-1979 : élu meilleur gardien suédois par la presse
  - 1979-1980 : élu meilleur gardien suédois par la presse
- Ligue américaine de hockey
  - 1980-1981 : trophée Les-Cunningham, trophée Dudley-« Red »-Garrett et trophée Harry-« Hap »-Holmes
- Ligue nationale de hockey
  - 1982-1983 - membre de l'équipe des meilleures recrues de la saison
  - 1984-1985 - trophée Vézina et membre de l'équipe type de la saison
  - Sélectionné pour les 35e et 37e Match des étoiles
- Suède
  - Admis au Temple de la renommée du hockey suédois en 2014[45].

## Statistiques

### En club
| Saison    | Équipe                 | Ligue            |    | Saison régulière | Saison régulière | Saison régulière | Saison régulière | Saison régulière | Saison régulière | Saison régulière | Saison régulière | Saison régulière | Saison régulière |    | Séries éliminatoires | Séries éliminatoires | Séries éliminatoires | Séries éliminatoires | Séries éliminatoires | Séries éliminatoires | Séries éliminatoires | Séries éliminatoires | Séries éliminatoires |
| Saison    | Équipe                 | Ligue            | PJ | V                | D                | Pr/N             | Min              | BC               | Moy              | % Arr            | Bl               | Pun              | PJ               | V  | D                    | Min                  | BC                   | Moy                  | % Arr                | Bl                   | Pun                  |                      |                      |
| 1978-1979 | Hammarby IF            | Division 1 Östra | 35 |                  |                  |                  |                  |                  |                  |                  |                  | 16               | -                | -  | -                    | -                    | -                    | -                    | -                    | -                    | -                    |                      |                      |
| 1979-1980 | AIK IF                 | Elitserien       | 32 |                  |                  |                  | 1 866            | 106              | 3,44             | 86,9             | 2                |                  |                  |    |                      |                      |                      |                      |                      |                      |                      |                      |                      |
| 1980-1981 | Mariners du Maine      | LAH              | 51 | 31               | 14               | 5                | 3 035            | 165              | 3,26             | 89,3             | 1                | 2                | 20               | 10 | 7                    | 1 120                | 66                   | 3,54                 |                      | 0                    | 4                    |                      |                      |
| 1981-1982 | Mariners du Maine      | LAH              | 25 | 17               | 7                | 2                | 1 505            | 83               | 3,31             |                  | 0                | 2                | -                | -  | -                    | -                    | -                    | -                    | -                    | -                    | -                    |                      |                      |
| 1981-1982 | Flyers de Philadelphie | LNH              | 8  | 2                | 4                | 2                | 480              | 35               | 4,38             | 88,1             | 0                | 0                | -                | -  | -                    | -                    | -                    | -                    | -                    | -                    | -                    |                      |                      |
| 1982-1983 | Flyers de Philadelphie | LNH              | 40 | 23               | 13               | 3                | 2 333            | 116              | 2,98             | 89,1             | 3                | 0                | 3                | 0  | 3                    | 180                  | 18                   | 6                    | 78,8                 | 0                    | 0                    |                      |                      |
| 1983-1984 | Indians de Springfield | LAH              | 4  | 4                | 0                | 0                | 240              | 12               | 3                |                  | 0                | 0                | -                | -  | -                    | -                    | -                    | -                    | -                    | -                    | -                    |                      |                      |
| 1983-1984 | Flyers de Philadelphie | LNH              | 36 | 16               | 13               | 3                | 1 999            | 135              | 4,05             | 86               | 1                | 6                | 2                | 0  | 1                    | 26                   | 3                    | 6,92                 | 76,9                 | 0                    | 0                    |                      |                      |
| 1984-1985 | Flyers de Philadelphie | LNH              | 65 | 40               | 17               | 7                | 3 858            | 194              | 3,02             | 89,9             | 2                | 4                | 18               | 12 | 6                    | 1 008                | 42                   | 3,25                 | 91,4                 | 3                    | 0                    |                      |                      |
| 1985-1986 | Flyers de Philadelphie | LNH              | 8  | 6                | 2                | 0                | 480              | 23               | 2,88             | 88,4             | 1                | 0                | -                | -  | -                    | -                    | -                    | -                    | -                    | -                    | -                    |                      |                      |

### En équipe nationale
| Année | Équipe                          | Compétition                 |   | PJ | V | D | Pr/N | Min | BC   | Moy  | % Arr | Bl | Pun                 |  | Résultat |
| 1976  | Équipe de Suède moins de 19 ans | Championnat d'Europe junior | 3 |    |   |   | 180  | 4   | 1,33 | 96   | 0     |    | Médaille d'argent   |  |          |
| 1977  | Équipe de Suède moins de 18 ans | Championnat d'Europe junior | 3 |    |   |   | 180  | 3   | 1    |      | 0     |    | Médaille d'or       |  |          |
| 1978  | Équipe de Suède junior          | Championnat du monde junior | 4 |    |   |   | 240  | 10  | 2,5  |      | 0     |    | Médaille d'argent   |  |          |
| 1979  | Équipe de Suède junior          | Championnat du monde junior | 6 | 1  | 4 | 1 | 360  | 38  |      |      |       |    | Médaille de bronze, |  |          |
| 1980  | Équipe de Suède                 | Jeux olympiques             | 5 | 2  | 1 | 2 | 300  | 18  | 3,6  | 87,3 | 0     |    | Médaille de bronze  |  |          |
| 1981  | Équipe de Suède                 | Coupe Canada                | 2 | 0  | 0 | 0 | 92   | 9   | 6    | 81,5 | 0     | 0  | -                   |  |          |
| 1983  | Équipe de Suède                 | Championnat du monde        | 9 | 4  | 4 | 1 | 540  | 27  | 3    |      | 0     |    | Quatrième place     |  |          |